# Jännerwein
Jännerwein — австрийская неофолк-группа, основанная в 2007 году.

## История
Jännerwein образовалась в январе 2007 года, когда Benjamin Sperling и Peter Feldl присоединились к эмбиент-проекту Neuland, основанному Gründer Maximilian Kurz Thurn Goldenstein, известным под псевдонимом Max KTG. Через несколько месяцев группа выпустила свой первый альбом под названием Abendläuten. Большую популярность группе принесло приглашение на 18-й фестиваль Wave-Gotik-Treffen в 2009 году. Beat Lenk стал четвёртым участником группы; с его появлением началась усиленная работа над вторым альбомом Nach der Sehnsucht, которая продолжалась следующие два года. Осенью 2011 к группе присоединился Vurgart.
12 мая 2016 на своей странице в Facebook группа объявила о перерыве. В сентябре этого же года основатель группы Max KTG дал интервью австрийской газете Die Presse, в котором сказал, что группа «исчерпала себя после 3 альбомов».

## Дискография
- 2008 — Abendläuten[4] (Steinklang Records)
- 2011 — Nach der Sehnsucht[5] — Von der Beständigkeit der Erinnerung (RainbergVerlag)
- 2015 — Eine Hoffnung[6][7] (Steinklang Records & RainbergVerlag)
- 2023 — Auf! 8 — Albion's Beautiful Barbarians - New songs for the kindred spirit of Kibbo Kift (Cafe Grössenwahn Grammophon)